# Lobelia kamerunensis
Espèce
Lobelia kamerunensis est une espèce de plantes à fleurs de la famille des Campanulaceae et du genre Lobelia trouvée en Afrique.

## Description
La tige dressée ou ascendante peut atteindre une trentaine de centimètres. La tige et la face supérieure des feuilles sont légèrement poilues ou glabrescentes. Les fleurs sont blanches à bleutées à l'intérieur, avec des taches ternes sur la lèvre inférieure.

## Distribution
Elle est répandue en Sierra Leone et au Cameroun.